# Egil Cederlöf
Egil Johannes Cederlöf, född 12 april 1917 i Helsingfors, död 24 november 1984 i Pargas, var en finlandssvensk musikpedagog och körledare. Han var son till Johannes Cederlöf.
Cederlöf utexaminerades 1950 som kapellmästare och musiklärare från Sibelius-Akademin. På 1950-talet inledde han sitt rika musikpedagogiska författarskap med en serie skrifter om och för blockflöjt (bland annat Vi spelar blockflöjt, 1957). Cederlöf var den som introducerade blockflöjten i läroböckerna och vid Sibelius-Akademin. I hans läromedelsproduktion ingår också en mängd böcker för musikundervisningen i skolorna (bland annat serien Vi gör musik). 
Bland de körer som Cederlöf ledde kan nämnas Helsingfors svenska arbetarsångkör 1948–1958 och Radions barnkör 1954–1960. Han var med om att bygga upp kursverksamheten vid Martin Wegelius-institutet och verkade som dess rektor 1965–1967. Åren 1966–1974 var han lektor vid Sibelius-Akademins skolmusikavdelning. Han medverkade även i populariserande musikprogram i radio och television, till exempel som domare i det populära teveprogrammet ”Musikfrågan”, senare ”Kontrapunkt” under ledning av Sten Broman.